# The Gun
The Gun war eine britische Rockband Ende der 1960er Jahre. 

## Bandgeschichte
Guns Geschichte begann mit der Vorgängerband The Knack, die sich 1963 als The Londoners um Paul Curtis (Gurvitz) formierte und kurze Zeit die Backing-Band von Gene Vincent war. 1965 nannte sich die Band in The Knack um und feierte insbesondere in Deutschland, unter anderem, im Star-Club sowie auf dem Label Decca Records Erfolge. Parallel zu The Knack gründete Paul Gurvitz mit seinem jüngeren Bruder Adrian Gurvitz, der bei Rupert’s People aktiv war, die Band The Gun. Hinzu kam der damalige The-Knack-Schlagzeuger Louie Farrell. Die Band begann im UFO, im Marquee und im Speakeasy aufzutreten und fand schnell einen Plattenvertrag bei CBS Records. Die Band hatte mit Race with the Devil einen britischen Top-Ten-Hit. Im Anschluss traten sie unter anderem mit Scott Walker auf.
und produzierte die beiden Alben Gun (1968) und Gunsight (1969). An ihren Hit konnten sie nicht anknüpfen. Nachdem Gunsight nicht die Erwartungen der Plattenfirma erfüllte, löste sich die Band auf.

## Nach Gun
Adrian Gurvitz an der Gitarre und Paul Gurvitz am Bass gründeten 1971 die Band Three Man Army, die sich ab 1974 nach dem Beitritt von Ginger Baker dann Baker Gurvitz Army nannte und bis 1976 bestand.

## Musikstil
Die Band spielte Hard Rock und frühen Psychedelic Rock und wird daher oft als eine frühe Proto-Metal-Band genannt, eine Band, die für die Musikrichtung Metal eine Vorbildfunktion hatte. Sie blieb etwas hinter den Erwartungen zurück und konnte von ihrem für damalige Verhältnisse ihrer Zeit vorauseilenden Musik nicht profitieren. Ihr Top-Ten-Hit Race with the Devil wurde später von Girlschool gecovert und auch deren Durchbruch.

## Diskografie

### Alben
- 1968: Gun (CBS)
- 1969: Gunsight (CBS)

### Kompilationen
- 2007: Reloaded (Wet World Records)

### Singles
- 1968: Race with the Devil
- 1969: Drives You Mad
- 1969: Hobo
- 1970: Runnin' Wild / Drown Yourself in the River